# Nikolaus Gerhaert

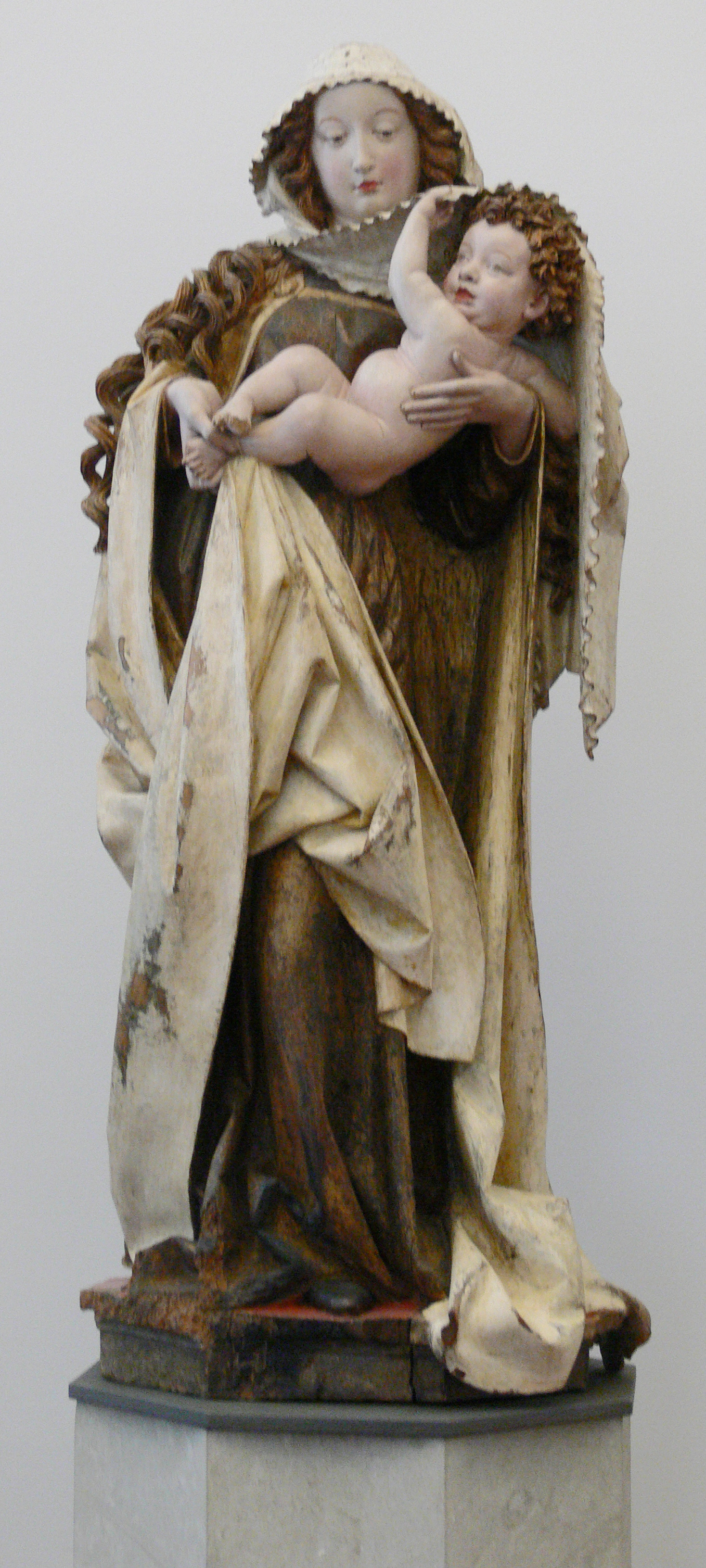
Madonna z Dzieciątkiem, ok. 1460-65

Nikolaus Gerhaert (ur. ok. 1430 w Lejdzie, zm. 28 czerwca 1473) – późnogotycki rzeźbiarz niderlandzki.
Najprawdopodobniej artysta mieszkał w Trewirze, a potem w Strasburgu, gdzie działał w latach 1463–1467. Pracował także w Wiedniu. 
Artysta ten wytworzył swój własny indywidualny styl odznaczający się wnikliwą obserwacją natury, tak rzadką dla średniowiecza. Dzieła Gerhaerta cechuje finezja detalu, realizm oraz psychologiczna głębia przedstawianych postaci.
Wczesne dzieła to między innymi: pomnik nagrobny arcybiskupa von Siercka w Trewirze oraz epitafium kanonika Busanga w katedrze strasburskiej. Jednym z najsłynniejszych dzieł jest portal kancelarii Ratusza w Strasburgu, zachowany fragmentarycznie w różnych muzeach. Portal pomyślany był jako łuk triumfalny, głoszący chwałę Strasburga i eksponujący tarcze z herbami różnych instytucji. Jednak o przełomowym charakterze jego twórczości świadczy najlepiej inne dzieło, mianowicie krucyfiks z cmentarza w Baden-Baden. W dziele tym Gerhaert po raz pierwszy w rzeźbie północnoniemieckiej wyraził temat Chrystusa na krzyżu za pomocą konsekwentnie stosowanych środków naturalizmu niderlandzkiego. Chrystus przedstawiony został tu jako wycieńczony, konający człowiek. 
W 1467 roku Gerhaert przybył do Wiednia na wezwanie cesarza Fryderyka III, który zamówił u niego pomnik nagrobny. Gerhaert zdołał wykonać tylko płytę nagrobną z leżącą postacią władcy w kapłańskich szatach (dziś w katedrze wiedeńskiej). O artyzmie tego rzeźbiarza świadczy niewielkie choć znaczące dzieło, tak zwany Autoportret. Jest to postać zamyślonego mężczyzny, który naturalnym gestem opiera głowę na dłoni. 
Gerhaert wprowadził do sztuki środki analitycznego naturalizmu, wypracowane przez malarzy niderlandzkich XV wieku i połączył je z ekspresją form łamanych. Wywarło to decydujący wpływ na rzeźbę górnoreńską i wyznaczyło dalsze kierunki poszukiwań najważniejszym środowiskom rzeźbiarskim w całej Europie środkowej. Wpływ Mikołaja z Lejdy widoczny jest wyraźnie w drugiej połowie XV wieku w południowych Niemczech i Austrii. Przykładem jest twórczość Wita Stwosza, Jörga Syrlina Starszego, Jana z Akwizgranu, Konrada Sifera czy Hansa Hammera. 